# Победа (Саратовская область)
Победа — посёлок в Хвалынском районе Саратовской области. Входит в Алексеевское муниципальное образование.

## История
В 1984 года указом Президиума ВС РСФСР посёлок подсобного хозяйства «Победа» переименован в Победа.

## География
Расположен на севере области, в лесостепной зоне Приволжской возвышенности, на правом берегу Волги.

## Население
| 2002 | 2010 |
| ---- | ---- |
| 91   | ↘66  |

## Инфраструктура
Было развито сельское хозяйство.

## Транспорт
Подъездная дорога к автомобильной дороге федерального значения Р228 (Сызрань — Саратов — Волгоград).